# ناوکند
ناوکند (به لاتین: Naukent) یک روستا در قرقیزستان است که در استان جلال‌آباد واقع شده‌است.

## خصوصیات
ناوکند   ۶۰۴ متر بالاتر از سطح دریا واقع شده‌است.